# Colle di Crête Sèche
Il Colle di Crête Sèche (pron. fr. AFI: [kʁɛt sɛʃ] - 2.898 m s.l.m.) è un valico delle Alpi Pennine posto sul confine fra Italia e Svizzera che mette in comunicazione la Comba di Crête Sèche, vallone laterale della media Valpelline, con l'alta valle di Bagnes, in Svizzera.

## Storia
Se un tempo il Colle di Crête Sèche era una naturale via di comunicazione e commercio (e contrabbando) fra Valle d'Aosta e Vallese, oggi è luogo frequentato da amanti della montagna, che si appoggiano al Rifugio Crête Sèche (2.398 m s.l.m.), sito all'imbocco della Comba di Crête Sèche o alla Cabane de Chanrion (2.462 m s.l.m.), nell'alta valle di Bagnes. Gli antichi interscambi transalpini sono tuttora testimoniati da una notevole somiglianza dei dialetti parlati di qua o di là dallo spartiacque.
Sino alla seconda metà del secolo XX, al versante elvetico del colle si appoggiava il ghiacciaio di Crête Sèche, oggi quasi totalmente scomparso; avendo il ghiacciaio ceduto il posto ad una parete molto erta ed oltremodo instabile e franosa, gli escursionisti che transitano per il valico preferiscono passare alcune centinaia di metri più a Est visto l'elevato rischio di caduta sassi.